# Planétarium Hayden

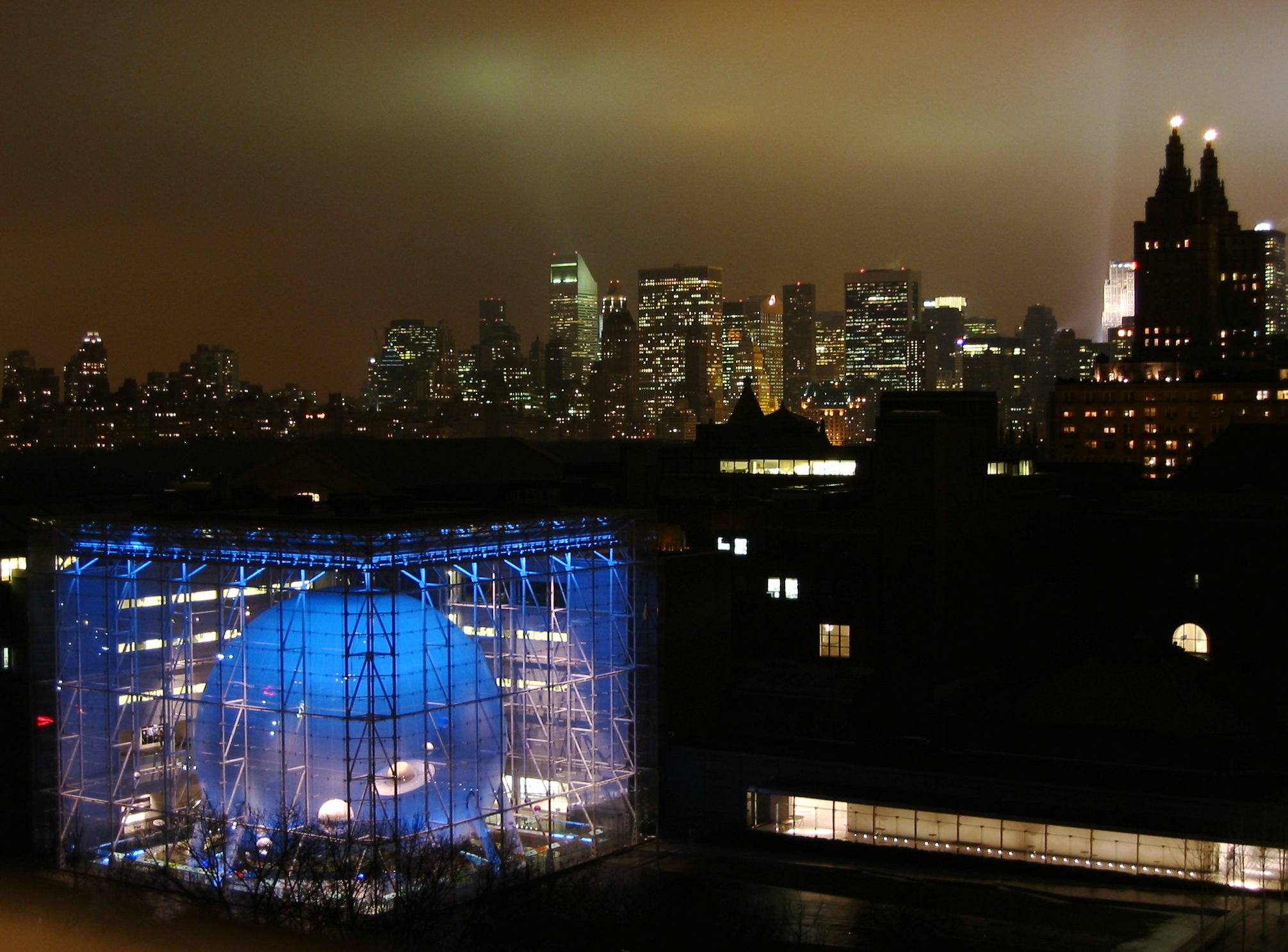
Planétarium Hayden la nuit.

Le planétarium Hayden (Hayden Planetarium) est un planétarium public situé à Central Park West, New York, ouvert en 1935 dans un bâtiment conçu par le cabinet d'architecture new-yorkais Trowbridge & Livingston (en). Il est opéré en partenariat avec le Muséum américain d'histoire naturelle, situé à proximité.
Le planétarium Hayden offre une panoplie de cours et présentations publiques de nombreuses personnalités du monde de l'astronomie et de l'astrophysique.
Depuis février 2000, le planétarium est l'une des deux principales attractions du musée avec le Rose Center for Earth and Space.
Le directeur actuel du planétarium est l'astrophysicien Neil deGrasse Tyson.

## Configuration

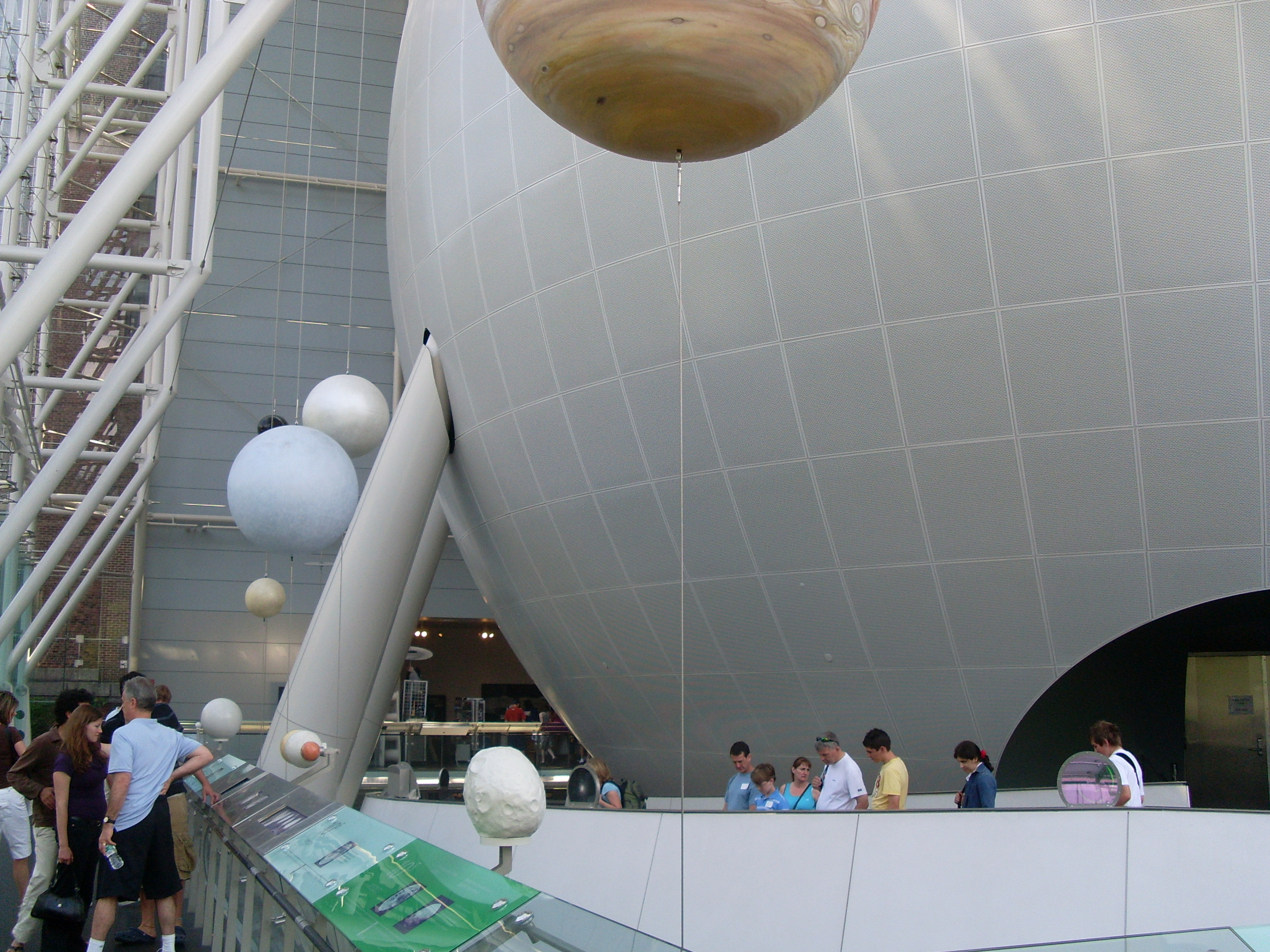
De l'arrière à l'avant : La sphère Hayden, le chemin cosmique et l'exposition Échelle de l'Univers.

La moitié de la partie supérieure de la sphère Hayden est occupée par le Star Theater, qui projette des vidéos haute résolution sur le dôme. La moitié de la partie inférieure de la sphère abrite le Big Bang Theater, qui décrit la naissance de l'univers dans une activité de quatre minutes. En quittant le théâtre, les visiteurs se retrouvent à faire le tour de la sphère Hayden et à visiter ainsi l'exposition Échelle de l'Univers, qui fait des comparaisons d'échelles entre la sphère Hayden et différents objets exposés sur le pourtour. On y retrouve ainsi, entre autres, une modélisation du Système solaire.
Par la suite, les visiteurs pénètrent dans un corridor, le Cosmic Pathway, présentant l'histoire de l'Univers, du Big Bang à aujourd'hui. Tout en bas du Cosmic Pathway, les visiteurs peuvent s'arrêter au Hall of Planet Earth pour explorer différents aspects de la planète Terre tels la géologie, la météorologie, la tectonique des plaques, etc.
Plus bas encore se situe le Hall of the Universe, présentant le monde des planètes, étoiles, galaxies, etc.

## Historique

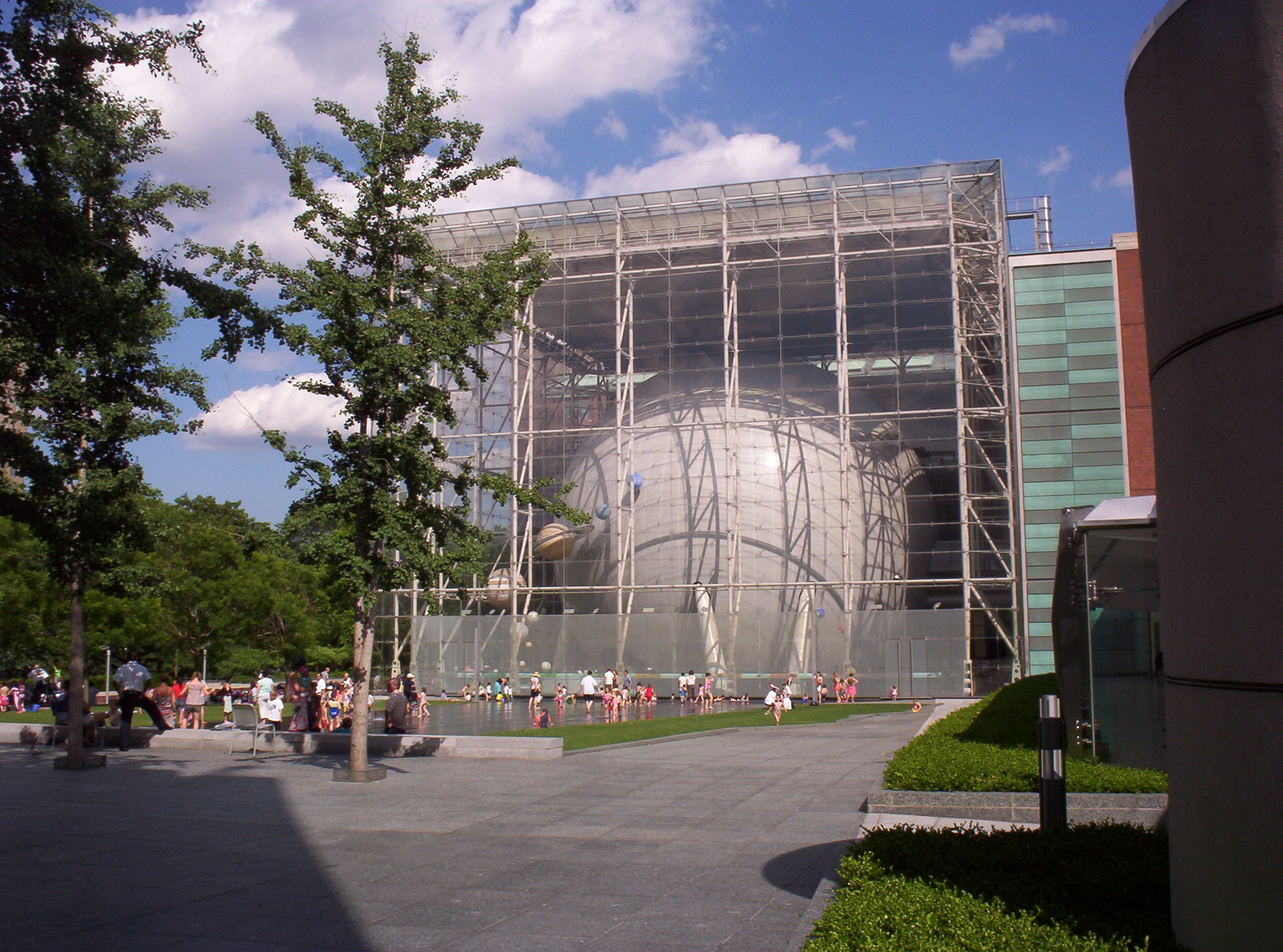
Vue extérieure du planétarium. On distingue la sphère de Hayden à travers les vitres.